# ديميتريوس الثالث
ديميتريوس الثالث (يوكايرس) ابن أنطيوخوس الثامن (كريبوس) و زوجته تريفاينا.
بمساعدة من بطليموس التاسع ملك مصر تمكن من استعادة جزء من ممتلكات أبيه السورية, إلى الجنوب قام بهزيمة المكابيون في معركة و لكن
عدائية الشعب اليهودي اجبره على الانسحاب, و في محاولته لجعل أخيه فيليب الأول (فيلاديلفوس) يتخلى عن العرش هُزم اكام العرب و الإمبراطورية
الفرثية و اُخذ سجين في بارثيا عند ميتريديتس الثاني حتى وفاته.